# ئی‌ام‌آی رکوردز

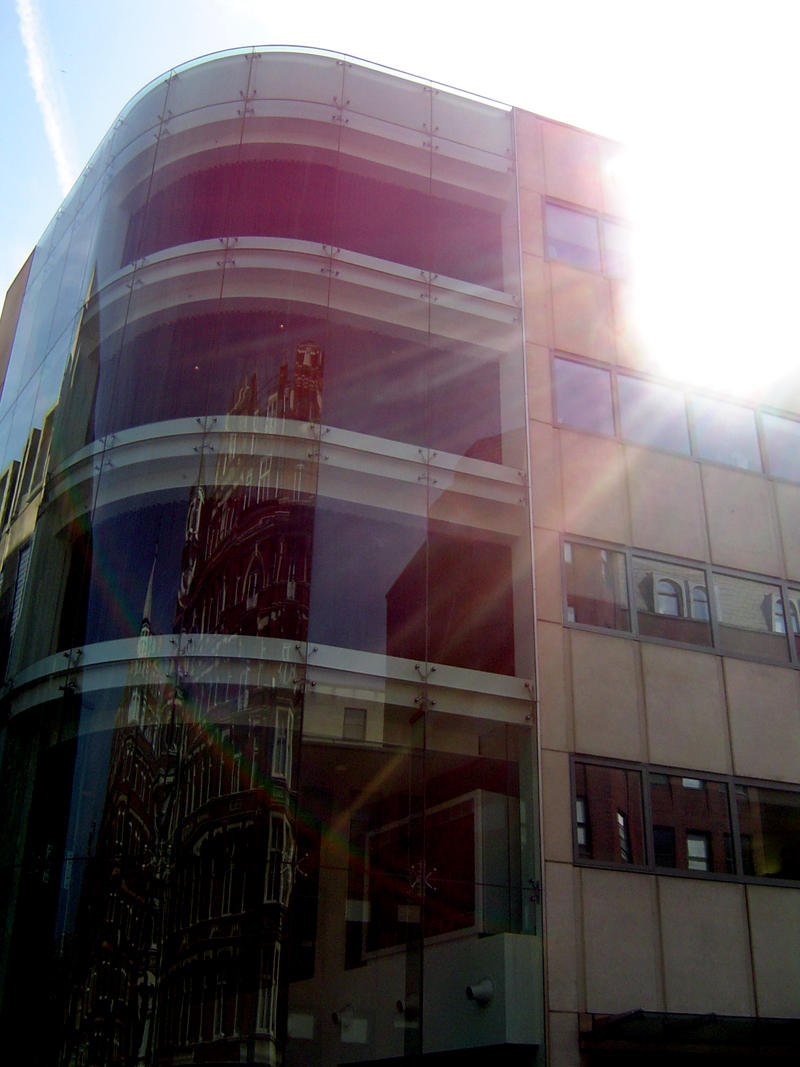
ساختمان مرکزی ای‌ام‌آی

ئی‌ام‌آی رکوردز (به انگلیسی: EMI Records) نام یک شرکت ناشر موسیقی چندملیتی مستقر در بریتانیا است که تا سال ۲۰۱۲ زیرمجموعهٔ شرکت ئی‌ام‌آی بود و در حال حاضر متعلق به گروه موسیقی یونیورسال است. در ابتدا به عنوان یک لیبل پرچمدار بریتانیایی توسط شرکت موسیقی به همین نام در سال ۱۹۷۲ تأسیس شد و در ژانویه ۱۹۷۳ به عنوان جانشین شرکت های ضبط کلمبیا و پارلفون خود راه اندازی شد. این برچسب بعداً در سراسر جهان عرضه شد. این شعبه در هند به نام "EMI Records India" دارد که توسط کارگردان موهیت سوری اداره می شود. در سال ۲۰۱۴، یونیورسال موزیک ژاپن این برند را در ژاپن به عنوان جانشین EMI Records Japan معرفی کرد. در ژوئن ۲۰۲۰، یونیورسال این لیبل را به عنوان جانشین ویرجین ئی‌ام‌آی رکوردز و ویرجین رکوردز معرفی کرد، اکنون به عنوان اثری از EMI Records فعالیت می کند 
دو آلبوم نوای اسکاندیناوی (۲۰۰۲) و موسیقی زبان من است (۲۰۰۵) از دی‌جی علی‌گیتور توسط ئی‌ام‌آی منتشر شده‌اند.

## تاریخچه
نهاد حقوقی EMI Records Ltd در سال ۱۹۵۶ به عنوان بازوی تولید و توزیع رکورد ئی‌ام‌آی در بریتانیا ایجاد شد. این شرکت با برچسب‌های مختلف ئی‌ام‌آی از جمله کمپانی گرامافون، کلمبیا گرافوفون کمپانی و پارلفون نظارت داشت. 
موفقیت جهانی که ئی‌ام‌آی در دهه ۱۹۶۰ از آن برخوردار شد این واقعیت را آشکار کرد که این شرکت فقط حقوق برخی از علائم تجاری خود را در برخی از نقاط جهان، به ویژه هیزمسترزویس و کلمبیا داشت. با آرسی‌ای رکوردز و کلمبیا رکوردز که حقوق این علائم تجاری را در آمریکای شمالی دارند.
مسائل پیچیده‌تر این بود که کلمبیا فعالیت‌های خود را در بریتانیا با خرید Oriole Records و تغییر نام به نام شرکت مادر، آن زمان سی‌بی‌اس تشکیل داد. (نام تجاری قانونی با نام کامل شرکت مادر، "علامت تجاری سیستم پخش کلمبیا, Inc.") و با موفقیت CBS Records International، رقیب جدی ئی‌ام‌آی در بریتانیا شد.